# Zamek w Lipie
Zamek w Lipie – zabytkowy zamek we wsi Lipa koło Bolkowa nad brzegiem Nysy Małej, na wysokości 375 m n.p.m.
Zamek otacza sucha fosa (częściowo zasypana). Zbudowany został na przełomie XIII i XIV w. Prawdopodobnie powstał z inicjatywy jednego ze śląskich rodów rycerskich i miał pełnić w tamtych czasach rolę strażnicy wzniesionej w formie gotyckiej. W tym czasie budowla składała się z kwadratowej wieży mieszkalnej, otoczonej zabudową.

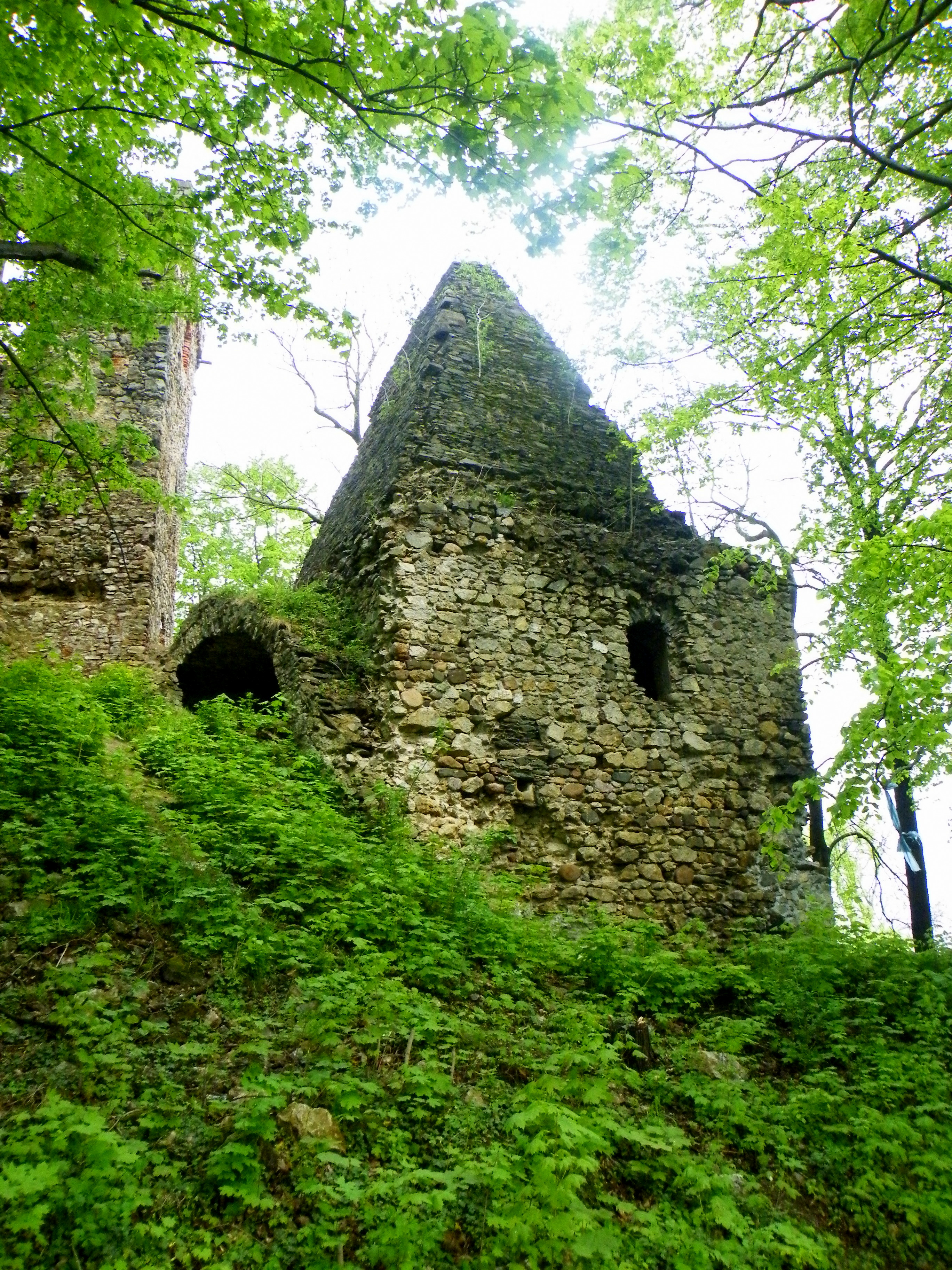

W XVII w. zamek przebudowano w formie renesansowej. Został on rozbudowany przez rodzinę Zedlitz: Ernsta (wł. 1471-1485), Sigismunda (wł. 1500-1520) lub jego syna Bartela (wł. 1520-1549).
Później przechodził kolejno pod panowanie rodzin von Reibnitz i von Nimptsch. Z chwilą utraty znaczenia wojskowego używano go jako magazyn oraz źródło kamienia budowlanego. W 1821 r. znaczna część budowli zostaje rozebrana, a materiał przeznaczony zostaje na budowę budynków gospodarczych. W 1834 r. kupił go hrabia Rudolph von Stillfried-Rattonitz. Zamek został w tym czasie odrestaurowany o przebudowywany w formie neogotyckiej. Ostatnia renowacja miała miejsce w latach 70. XX w. wtedy to nieodwracalnie zniszczono wiele elementów budowli. Obecnie nie istnieje już wieża, która kształtem przypominać miała tę z bolkowskiego zamku, nie istnieje też już jaskółczy ogon. Po upaństwowieniu popadł w ruinę. Kamienne portale, gotyckie i renesansowe obramowania okien zostały skradzione.